# كيان قانوني منفصل
في الولايات المتحدة , يُشير الكيان القانوني المنفصل أو SLE إلى نوع من الكيانات القانونية التي تتمتع بمساءلة منفصلة . يمكن إنشاء شركة ككيان قانوني منفصل للفصل بينها وبين الفرد أو المالك بشكل قانوني, مثل الشركة ذات المسؤولية المحدودة أو شركة مساهمة .
إذا كانت الشركة عبارة عن كيان قانوني منفصل، فهذا يعني أنها تتمتع ببعض الحقوق القانونية نفسها التي يتمتع بها الشخص . فهي, على سبيل المثال, قادرة على إبرام العقود, تُقاضي وتُقاضىَ, وحيازة الممتلكات. التجار الفرديين والشراكات ليست كيانات قانونية منفصلة عن المالكين.